# Epimecis amianta
Epimecis amianta är en fjärilsart som beskrevs av Louis Beethoven Prout 1929. Epimecis amianta ingår i släktet Epimecis och familjen mätare. Inga underarter finns listade i Catalogue of Life.